# Tenevil

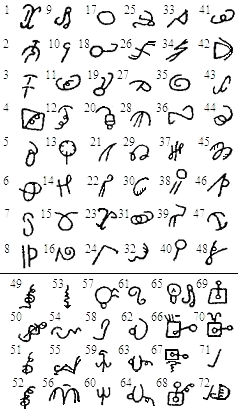
Algunos ideogramas de Tenevil.

Tenevil (en ruso: Теневиль) (ca. 1890-1943?) fue un pastor de renos chucoto que vivía cerca del pueblo Ust-Bélaya en Chukotka, Rusia. Alrededor de 1927 o 1928 él inventó de manera independiente un sistema de escritura para el idioma chucoto. Éste no llegó a utilizarse más allá de su familia.